# Aarklash
Aarklash est un univers de fiction de fantasy créé et développé par l'éditeur de jeux Rackham dans plusieurs jeux de figurines et d'autres publications.

## Œuvres composant l'univers de fiction

### Jeux de figurines
L'univers d'Aarklash apparaît pour la première fois en 1996 à la parution du jeu de figurines d'escarmouche Confrontation, premier jeu de Rackham. En 2003 paraît Rag'narok, système de jeu voué aux batailles à grande échelle dans cet univers.

### Jeux de société
Le jeu de plateau Hybrid, publié par Rackham, se déroule également dans l'univers d'Aarklash : il décrit les affrontements entre les alchimistes de Dirz et les templiers de Hod dans les couloirs d'anciens laboratoires alchimiques. Fin septembre 2010, Hazgaard publie le jeu de plateau La Cité des voleurs, qui met en scène des affrontements entre bandes de voleurs rivales dans la cité franche de Cadwallon.

### Jeu de rôle
En juin 2006, Rackham publie le jeu de rôle Cadwallon, qui se déroule dans la cité du même nom sur Aarklash. Son statut de cité franche rend Cadwallon particulièrement propice à des intrigues mettant en scène des personnages appartenant à tous les peuples d'Aarklash.

### Romans
Rackham publie deux romans dérivés de l'univers d'Aarklash, chacun accompagné d'une figurine représentant le personnage principal du roman. Ces deux romans sont écrits par Mathieu Gaborit.
- La Faille de Kaïber relate la bataille de Kaïber qui oppose le royaume d'Alahan aux morts-vivants d'Achéron. Le livre est accompagné de la figurine de Syd, un héros elfe cynwäll.
- S’Erum, Sydion ophidien, vendu avec la figurine du personnage éponyme, relate une enquête de S’Erum liée aux signes annonçant le réveil de son peuple sur Aarklash.

### Périodique
La revue bimestrielle Cry Havoc proposait régulièrement des articles et des textes de fiction approfondissant l'univers d'Aarklash.

### Jeux vidéo
Après la disparition de Rackham, le studio français de jeux vidéo Cyanide acquiert les droits d'adaptation de l'univers et annonce plusieurs jeux vidéo se déroulant sur Aarklash. Le premier, Confrontation, un jeu vidéo de rôle qui propose de diriger un groupe de quatre personnages, sort fin 2012. En septembre 2013 suit Aarklash: Legacy, un jeu de stratégie en temps réel qui reprend les grandes lignes de Confrontation en se concentrant sur le mode solo. En parallèle est développé un jeu gratuit multijoueur en ligne appelé Dogs of War Online, tiré du jeu de plateau du même nom ; c'est un jeu de combat en arène au tour par tour, ou le joueur prend les commandes d'une compagnie de mercenaires issue d'une des factions d'Aarklash[réf. nécessaire].

## Peuples d'Arklash
Les races et peuples d'Aarklash sont regroupés par leurs affiliations.

### Voies de la lumière
- Les Lions d'Alahan, royaume défendu par des chevaliers et des magiciens.
- Les Griffons d'Akkylanie, théocratie fanatisée.
- Les Elfes Cynwälls, dotés d'une magie puissante et d'artefacts. Ils sont récemment revenus après une longue disparition.
- Les Barbares Keltois du clan des Sessairs, guerriers nomades des plaines d'Avagddu.
- L'Utopie du Sphinx.

### Chemins du destin
Ces factions ne sont soumis ni à la Lumière ni aux Ténèbres et peuvent s'allier à l'une ou à l'autre selon le jeu de la diplomatie et des circonstances.
- Les Nains de Tir-na-bor, maîtres des forges et de la vapeur.
- Les Gobelins de No-dan-kar, qui vénèrent le Dieu Rat et disposent de multiples machines et bricolages plus ou moins fiables.
- Les Wolfen d'Yllia, hommes-loups à la force physique considérable, répartis en clans.
- Les Dévoreurs de Vile-Tis, un clan de Wolfen réuni derrière un chef nommé Vile-Tis, la Bête. Ils se distinguent par leurs ornements de métal torturé.
- Les Orques de Bran-o-kor, créés par les Alchimistes de Dirz, contre lesquels ils se sont révoltés.
- Les Elfes Daïkinees, peuple très lié aux insectes.
- La Concorde de l'Aigle, un peuple ancien qui réapparaît.

### Méandres des ténèbres
- Les Morts-vivant des limbes d'Achéron, hordes de squelettes et de zombies dirigés par les nécromanciens de la Baronnie maudite.
- Les Alchimistes de Dirz du désert de Syharhalna, qui combattent à l'aide de guerriers biomécaniques.
- Les Elfes Akkyshans, elfes maléfiques vénérant la déesse Lilith.
- Les Barbare keltois du clan des Drunes, des Keltois ayant pactisé avec les Ténèbres.
- Les Nains de Mid-nor, des nains morts-vivants munis de poupées maudites.
- L'Alliance ophidienne, des hommes-serpents ayant autrefois dirigé un empire.

Enfin, la ville de Cadwallon, qui est une cité franche où tous les peuples se côtoient dans une paix relative, dispose d'une Milice et de Guildes au sein de sa propre faction à part.